# Шаєнн (Оклахома)
Шаєнн (англ. Cheyenne) — місто (англ. town) в США, в окрузі Роджер-Міллс штату Оклахома. Населення — 771 особа (2020).

## Географія
Шаєнн розташований за координатами 35°36′49″ пн. ш. 99°40′19″ зх. д. / 35.61361° пн. ш. 99.67194° зх. д. (35.613525, -99.672011). За даними Бюро перепису населення США, в 2010 році місто мало площу 2,51 км², уся площа — суходіл.

## Демографія
Згідно з переписом 2010 року, у місті мешкала 801 особа в 335 домогосподарствах у складі 213 родин. Густота населення становила 319 осіб/км². Було 427 помешкань (170/км²).
Расовий склад населення:
| - 92,1 % — білих - 2,4 % — корінних американців - 0,7 % — азіатів - 0,5 % — чорних або афроамериканців - 2,0 % — осіб інших рас |

До двох чи більше рас належало 2,2 %. Частка іспаномовних становила 7,1 % від усіх жителів.
За віковим діапазоном населення розподілялося таким чином: 28,0 % — особи, молодші 18 років, 55,1 % — особи у віці 18—64 років, 16,9 % — особи у віці 65 років та старші. Медіана віку мешканця становила 33,7 року. На 100 осіб жіночої статі у місті припадало 92,1 чоловіка; на 100 жінок у віці від 18 років та старших — 95,6 чоловіка також старших 18 років.
Середній дохід на одне домашнє господарство становив 62 306 доларів США (медіана — 43 393), а середній дохід на одну сім'ю — 70 094 долари (медіана — 60 556). За межею бідності перебувало 15,9 % осіб, у тому числі 24,1 % дітей у віці до 18 років та 14,0 % осіб у віці 65 років та старших.
Цивільне працевлаштоване населення становило 386 осіб. Основні галузі зайнятості: освіта, охорона здоров'я та соціальна допомога — 16,8 %, сільське господарство, лісництво, риболовля — 15,0 %, роздрібна торгівля — 11,9 %, мистецтво, розваги та відпочинок — 11,1 %.